# Hrastovsko
Hrastovsko is een plaats in de gemeente Ludbreg in de Kroatische provincie Varaždin. De plaats telt 812 inwoners (2001).